# ショブラ・エル・ケイマ
ショブラ・エル・ケイマ（アラビア語: شبرا الخيمة、Shubra El-Kheima）は、エジプトのカリュービーヤ県の都市である。人口は約124万人（2021年）で、エジプト第4位の規模である。

## 概要
カイロ首都圏の北部に位置し、都市圏の一部を形成する。スブラエルケーマといった表記も見られる。

## 交通
- カイロ地下鉄